# Kefar Weradim
Kefar Weradim (hebreiska: כפר ורדים) är en ort i Israel.   Den ligger i distriktet Norra distriktet, i den norra delen av landet. Kefar Weradim ligger 629 meter över havet och antalet invånare är 5 608.
Terrängen runt Kefar Weradim är kuperad.Runt Kefar Weradim är det ganska tätbefolkat, med 90 invånare per kvadratkilometer. Närmaste större samhälle är Maalot Tarshīhā, 2,7 km norr om Kefar Weradim. Trakten runt Kefar Weradim består till största delen av jordbruksmark.